# Okręg wyborczy nr 18 do Sejmu Rzeczypospolitej Polskiej (1993–2001)
Okręg wyborczy nr 18 do Sejmu Rzeczypospolitej Polskiej (1993–2001) obejmował województwo kieleckie. W ówczesnym kształcie został utworzony w 1993. Wybieranych było w nim 12 posłów w systemie proporcjonalnym (do 1997 wybierano 11 posłów).
Siedzibą okręgowej komisji wyborczej były Kielce.

## Wyniki wyborów
| Podział 11 mandatów: SLD: 4 UP: 1 PSL: 4 UD: 1 KPN: 1 |

| Podział 12 mandatów: SLD: 5 PSL: 2 UW: 1 AWS: 4 |

## Reprezentanci okręgu
| Sejm | Rok  | Poseł KW                                      | Poseł KW                                      | Poseł KW                                      | Poseł KW                                      | Poseł KW                                      | Poseł KW                                      | Poseł KW                                      | Poseł KW                                      | Poseł KW                                      | Poseł KW                                      | Poseł KW                                      | Poseł KW                                      | Poseł KW                                      | Poseł KW                                      | Poseł KW                                      | Poseł KW                                      | Poseł KW                                      | Poseł KW                                      | Poseł KW                                      | Poseł KW                                      | Poseł KW                                      | Poseł KW                                      | Poseł KW                                      | Poseł KW                                      |
| ---- | ---- | --------------------------------------------- | --------------------------------------------- | --------------------------------------------- | --------------------------------------------- | --------------------------------------------- | --------------------------------------------- | --------------------------------------------- | --------------------------------------------- | --------------------------------------------- | --------------------------------------------- | --------------------------------------------- | --------------------------------------------- | --------------------------------------------- | --------------------------------------------- | --------------------------------------------- | --------------------------------------------- | --------------------------------------------- | --------------------------------------------- | --------------------------------------------- | --------------------------------------------- | --------------------------------------------- | --------------------------------------------- | --------------------------------------------- | --------------------------------------------- |
| II   | 1993 |                                               | M. Pawlak PSL                                 |                                               | W. Adamski SLD                                |                                               | L. Bugaj PSL                                  |                                               | J. Braun UD (1993) UW (1997)                  |                                               | J. Koza KPN                                   |                                               | A. Słomski SLD                                |                                               | S. Marczewski SLD                             |                                               | H. Paniec SLD                                 |                                               | A. Domagalski PSL                             |                                               | T. Moszyński UP                               |                                               | T. Kowalczyk PSL                              | —                                             | —                                             |
| III  | 1997 |                                               | M. Pawlak PSL                                 | W. Bartosz AWS                                | W. Adamski SLD                                |                                               |                                               | M. Olszewski AWS                              | J. Braun UD (1993) UW (1997)                  | J. Wiaderny SLD                               | H. Długosz SLD                                |                                               | A. Słomski SLD                                | S. Głowacki AWS                               |                                               | Z. Kałamaga SLD                               | C. Siekierski PSL                             |                                               | G. Walendzik AWS                              |                                               |                                               |                                               |                                               |                                               |                                               |
| III  | 1999 | M. Stolzman UW                                | M. Pawlak PSL                                 | W. Bartosz AWS                                | W. Adamski SLD                                |                                               |                                               | M. Olszewski AWS                              |                                               | J. Wiaderny SLD                               | H. Długosz SLD                                |                                               | A. Słomski SLD                                | S. Głowacki AWS                               |                                               | Z. Kałamaga SLD                               | C. Siekierski PSL                             |                                               | G. Walendzik AWS                              |                                               |                                               |                                               |                                               |                                               |                                               |
| III  | 2001 | M. Stolzman UW                                | M. Pawlak PSL                                 | W. Bartosz AWS                                | W. Adamski SLD                                | Z. Grzebisz-Nowicka SLD                       |                                               | M. Olszewski AWS                              |                                               |                                               | H. Długosz SLD                                |                                               | A. Słomski SLD                                | S. Głowacki AWS                               |                                               | Z. Kałamaga SLD                               | C. Siekierski PSL                             |                                               | G. Walendzik AWS                              |                                               |                                               |                                               |                                               |                                               |                                               |
| IV   | 2001 | okręg zniesiony – patrz okręgi nr 13, 15 i 33 | okręg zniesiony – patrz okręgi nr 13, 15 i 33 | okręg zniesiony – patrz okręgi nr 13, 15 i 33 | okręg zniesiony – patrz okręgi nr 13, 15 i 33 | okręg zniesiony – patrz okręgi nr 13, 15 i 33 | okręg zniesiony – patrz okręgi nr 13, 15 i 33 | okręg zniesiony – patrz okręgi nr 13, 15 i 33 | okręg zniesiony – patrz okręgi nr 13, 15 i 33 | okręg zniesiony – patrz okręgi nr 13, 15 i 33 | okręg zniesiony – patrz okręgi nr 13, 15 i 33 | okręg zniesiony – patrz okręgi nr 13, 15 i 33 | okręg zniesiony – patrz okręgi nr 13, 15 i 33 | okręg zniesiony – patrz okręgi nr 13, 15 i 33 | okręg zniesiony – patrz okręgi nr 13, 15 i 33 | okręg zniesiony – patrz okręgi nr 13, 15 i 33 | okręg zniesiony – patrz okręgi nr 13, 15 i 33 | okręg zniesiony – patrz okręgi nr 13, 15 i 33 | okręg zniesiony – patrz okręgi nr 13, 15 i 33 | okręg zniesiony – patrz okręgi nr 13, 15 i 33 | okręg zniesiony – patrz okręgi nr 13, 15 i 33 | okręg zniesiony – patrz okręgi nr 13, 15 i 33 | okręg zniesiony – patrz okręgi nr 13, 15 i 33 | okręg zniesiony – patrz okręgi nr 13, 15 i 33 | okręg zniesiony – patrz okręgi nr 13, 15 i 33 |

### Wybory parlamentarne 1993
| Komitet wyborczy                                      | Komitet wyborczy                                         | Głosów  | %     | Mandaty | Wybrani posłowie                                                       |
| ----------------------------------------------------- | -------------------------------------------------------- | ------- | ----- | ------- | ---------------------------------------------------------------------- |
|                                                       | Polskie Stronnictwo Ludowe                               | 109 420 | 27,55 | 4       | Mirosław Pawlak, Leszek Bugaj, Alfred Domagalski, Tadeusz Kowalczyk    |
|                                                       | Sojusz Lewicy Demokratycznej                             | 92 161  | 23,20 | 4       | Władysław Adamski, Andrzej Słomski, Sławomir Marczewski, Henryk Paniec |
|                                                       | Unia Demokratyczna                                       | 26 092  | 6,57  | 1       | Juliusz Braun                                                          |
|                                                       | Unia Pracy                                               | 25 792  | 6,49  | 1       | Tadeusz Moszyński                                                      |
|                                                       | Konfederacja Polski Niepodległej                         | 22 284  | 5,61  | 1       | Janusz Koza                                                            |
|                                                       | Niezależny Samorządny Związek Zawodowy „Solidarność”     | 17 123  | 4,31  | –       |                                                                        |
|                                                       | Katolicki Komitet Wyborczy „Ojczyzna”                    | 16 210  | 4,08  | –       |                                                                        |
|                                                       | Bezpartyjny Blok Wspierania Reform                       | 14 825  | 3,73  | –       |                                                                        |
|                                                       | Samoobrona – Leppera                                     | 12 336  | 3,11  | –       |                                                                        |
|                                                       | Partia X                                                 | 11 897  | 3,00  | –       |                                                                        |
|                                                       | Porozumienie Centrum                                     | 11 119  | 2,80  | –       |                                                                        |
|                                                       | Kongres Liberalno-Demokratyczny                          | 10 405  | 2,62  | –       |                                                                        |
|                                                       | Koalicja dla Rzeczypospolitej                            | 9540    | 2,40  | –       |                                                                        |
|                                                       | Unia Polityki Realnej                                    | 8302    | 2,09  | –       |                                                                        |
|                                                       | Polskie Stronnictwo Ludowe – Porozumienie Ludowe         | 8118    | 2,04  | –       |                                                                        |
|                                                       | Polska Partia Przyjaciół Piwa                            | 846     | 0,21  | –       |                                                                        |
|                                                       | Polska Wspólnota Narodowa – Polskie Stronnictwo Narodowe | 697     | 0,18  | –       |                                                                        |
| Frekwencja: 49,53% Źródło: Państwowa Komisja Wyborcza |                                                          |         |       |         |                                                                        |

Poniższa tabela przedstawia podział mandatów dla komitetów wyborczych na podstawie uzyskanych głosów, a następnie obliczonych ilorazów wyborczych na podstawie metody D’Hondta.
| Podział mandatów dla komitetów wyborczych na podstawie metody D’Hondta | Podział mandatów dla komitetów wyborczych na podstawie metody D’Hondta | Podział mandatów dla komitetów wyborczych na podstawie metody D’Hondta | Podział mandatów dla komitetów wyborczych na podstawie metody D’Hondta | Podział mandatów dla komitetów wyborczych na podstawie metody D’Hondta | Podział mandatów dla komitetów wyborczych na podstawie metody D’Hondta | Podział mandatów dla komitetów wyborczych na podstawie metody D’Hondta | Podział mandatów dla komitetów wyborczych na podstawie metody D’Hondta | Podział mandatów dla komitetów wyborczych na podstawie metody D’Hondta | Podział mandatów dla komitetów wyborczych na podstawie metody D’Hondta | Podział mandatów dla komitetów wyborczych na podstawie metody D’Hondta | Podział mandatów dla komitetów wyborczych na podstawie metody D’Hondta |
| Komitet wyborczy                                                       | Komitet wyborczy                                                       | Liczba głosów                                                          | Iloraz wyborczy                                                        | Iloraz wyborczy                                                        | Iloraz wyborczy                                                        | Iloraz wyborczy                                                        | Iloraz wyborczy                                                        | Iloraz wyborczy                                                        | Iloraz wyborczy                                                        | Mandaty                                                                | TP                                                                     |
| Komitet wyborczy                                                       | Komitet wyborczy                                                       | Liczba głosów                                                          | /1                                                                     | /2                                                                     | /3                                                                     | /4                                                                     | /5                                                                     | ...                                                                    | /11                                                                    | Mandaty                                                                | TP                                                                     |
| ---------------------------------------------------------------------- | ---------------------------------------------------------------------- | ---------------------------------------------------------------------- | ---------------------------------------------------------------------- | ---------------------------------------------------------------------- | ---------------------------------------------------------------------- | ---------------------------------------------------------------------- | ---------------------------------------------------------------------- | ---------------------------------------------------------------------- | ---------------------------------------------------------------------- | ---------------------------------------------------------------------- | ---------------------------------------------------------------------- |
|                                                                        | Polskie Stronnictwo Ludowe                                             | 109 420                                                                | 109 420                                                                | 54 710                                                                 | 36 473                                                                 | 27 355                                                                 | 21 884                                                                 | ...                                                                    | 9947                                                                   | 4                                                                      | 4,14                                                                   |
|                                                                        | Sojusz Lewicy Demokratycznej                                           | 92 161                                                                 | 92 161                                                                 | 46 081                                                                 | 30 720                                                                 | 23 040                                                                 | 18 432                                                                 | ...                                                                    | 8378                                                                   | 4                                                                      | 3,49                                                                   |
|                                                                        | Unia Demokratyczna                                                     | 26 092                                                                 | 26 092                                                                 | 13 046                                                                 | 8697                                                                   | 6523                                                                   | 5218                                                                   | ...                                                                    | 2372                                                                   | 1                                                                      | 0,99                                                                   |
|                                                                        | Unia Pracy                                                             | 25 792                                                                 | 25 792                                                                 | 12 896                                                                 | 8597                                                                   | 6448                                                                   | 5158                                                                   | ...                                                                    | 2345                                                                   | 1                                                                      | 0,98                                                                   |
|                                                                        | Konfederacja Polski Niepodległej                                       | 22 284                                                                 | 22 284                                                                 | 11 142                                                                 | 7428                                                                   | 5571                                                                   | 4457                                                                   | ...                                                                    | 2026                                                                   | 1                                                                      | 0,84                                                                   |
|                                                                        | Bezpartyjny Blok Wspierania Reform                                     | 14 825                                                                 | 14 825                                                                 | 7413                                                                   | 4942                                                                   | 3706                                                                   | 2965                                                                   | ...                                                                    | 1348                                                                   | 0                                                                      | 0,56                                                                   |
| Ogółem                                                                 | Ogółem                                                                 | 290 574                                                                | —                                                                      | —                                                                      | —                                                                      | —                                                                      | —                                                                      | —                                                                      | —                                                                      | 11                                                                     | 11                                                                     |

### Wybory parlamentarne 1997
| Komitet wyborczy                                      | Komitet wyborczy                          | Głosów  | %     | Mandaty | Wybrani posłowie                                                                                              |
| ----------------------------------------------------- | ----------------------------------------- | ------- | ----- | ------- | --- |
|                                                       | Sojusz Lewicy Demokratycznej              | 108 385 | 31,81 | 5       | Józef Wiaderny, Władysław Adamski, Henryk Długosz, Andrzej Słomski, Zdzisław Kałamaga, Zofia Grzebisz-Nowicka |
|                                                       | Akcja Wyborcza Solidarność                | 83 836  | 24,61 | 4       | Waldemar Bartosz, Mariusz Olszewski, Stanisław Głowacki, Grzegorz Walendzik                                   |
|                                                       | Polskie Stronnictwo Ludowe                | 50 154  | 14,72 | 2       | Mirosław Pawlak, Czesław Siekierski                                                                           |
|                                                       | Unia Wolności                             | 35 465  | 10,41 | 1       | Juliusz Braun, Maria Stolzman                                                                                 |
|                                                       | Unia Pracy                                | 20 285  | 5,95  | –       | |
|                                                       | Ruch Odbudowy Polski                      | 18 108  | 5,31  | –       | |
|                                                       | Krajowa Partia Emerytów i Rencistów       | 8437    | 2,48  | –       | |
|                                                       | Unia Prawicy Rzeczypospolitej             | 6220    | 1,83  | –       | |
|                                                       | Krajowe Porozumienie Emerytów i Rencistów | 4845    | 1,42  | –       | |
|                                                       | Blok dla Polski                           | 2959    | 0,87  | –       | |
|                                                       | Polska Wspólnota Narodowa                 | 1508    | 0,44  | –       | |
|                                                       | Przymierze Samoobrona                     | 500     | 0,15  | –       | |
| Frekwencja: 41,79% Źródło: Państwowa Komisja Wyborcza |                                           |         |       |         | |

Poniższa tabela przedstawia podział mandatów dla komitetów wyborczych na podstawie uzyskanych głosów, a następnie obliczonych ilorazów wyborczych na podstawie metody D’Hondta.
| Podział mandatów dla komitetów wyborczych na podstawie metody D’Hondta | Podział mandatów dla komitetów wyborczych na podstawie metody D’Hondta | Podział mandatów dla komitetów wyborczych na podstawie metody D’Hondta | Podział mandatów dla komitetów wyborczych na podstawie metody D’Hondta | Podział mandatów dla komitetów wyborczych na podstawie metody D’Hondta | Podział mandatów dla komitetów wyborczych na podstawie metody D’Hondta | Podział mandatów dla komitetów wyborczych na podstawie metody D’Hondta | Podział mandatów dla komitetów wyborczych na podstawie metody D’Hondta | Podział mandatów dla komitetów wyborczych na podstawie metody D’Hondta | Podział mandatów dla komitetów wyborczych na podstawie metody D’Hondta | Podział mandatów dla komitetów wyborczych na podstawie metody D’Hondta | Podział mandatów dla komitetów wyborczych na podstawie metody D’Hondta | Podział mandatów dla komitetów wyborczych na podstawie metody D’Hondta |
| Komitet wyborczy                                                       | Komitet wyborczy                                                       | Liczba głosów                                                          | Iloraz wyborczy                                                        | Iloraz wyborczy                                                        | Iloraz wyborczy                                                        | Iloraz wyborczy                                                        | Iloraz wyborczy                                                        | Iloraz wyborczy                                                        | Iloraz wyborczy                                                        | Iloraz wyborczy                                                        | Mandaty                                                                | TP                                                                     |
| Komitet wyborczy                                                       | Komitet wyborczy                                                       | Liczba głosów                                                          | /1                                                                     | /2                                                                     | /3                                                                     | /4                                                                     | /5                                                                     | /6                                                                     | ...                                                                    | /12                                                                    | Mandaty                                                                | TP                                                                     |
| ---------------------------------------------------------------------- | ---------------------------------------------------------------------- | ---------------------------------------------------------------------- | ---------------------------------------------------------------------- | ---------------------------------------------------------------------- | ---------------------------------------------------------------------- | ---------------------------------------------------------------------- | ---------------------------------------------------------------------- | ---------------------------------------------------------------------- | ---------------------------------------------------------------------- | ---------------------------------------------------------------------- | ---------------------------------------------------------------------- | ---------------------------------------------------------------------- |
|                                                                        | Sojusz Lewicy Demokratycznej                                           | 108 385                                                                | 108 385                                                                | 54 193                                                                 | 36 128                                                                 | 27 096                                                                 | 21 677                                                                 | 18 064                                                                 | ...                                                                    | 9032                                                                   | 5                                                                      | 4,39                                                                   |
|                                                                        | Akcja Wyborcza Solidarność                                             | 83 836                                                                 | 83 836                                                                 | 41 918                                                                 | 27 945                                                                 | 20 959                                                                 | 16 767                                                                 | 13 973                                                                 | ...                                                                    | 6986                                                                   | 4                                                                      | 3,40                                                                   |
|                                                                        | Polskie Stronnictwo Ludowe                                             | 50 154                                                                 | 50 154                                                                 | 25 077                                                                 | 16 718                                                                 | 12 539                                                                 | 10 031                                                                 | 8359                                                                   | ...                                                                    | 4180                                                                   | 2                                                                      | 2,03                                                                   |
|                                                                        | Unia Wolności                                                          | 35 465                                                                 | 35 465                                                                 | 17 733                                                                 | 11 822                                                                 | 8866                                                                   | 7093                                                                   | 5911                                                                   | ...                                                                    | 2955                                                                   | 1                                                                      | 1,44                                                                   |
|                                                                        | Ruch Odbudowy Polski                                                   | 18 108                                                                 | 18 108                                                                 | 9054                                                                   | 6036                                                                   | 4527                                                                   | 3622                                                                   | 3018                                                                   | ...                                                                    | 1509                                                                   | 0                                                                      | 0,73                                                                   |
| Ogółem                                                                 | Ogółem                                                                 | 295 948                                                                | —                                                                      | —                                                                      | —                                                                      | —                                                                      | —                                                                      | —                                                                      | —                                                                      | —                                                                      | 12                                                                     | 12                                                                     |